# Скофилд Баракс (Хаваји)
Скофилд Баракс (Хаваји) (енгл. Schofield Barracks) насељено је место за статистичке потребе у америчкој савезној држави Хаваји. По попису становништва из 2010. у њему је живело 16.370 становника.

## Демографија
Према попису становништва из 2010. у граду је живело 16.370 становника, што је 1.942 (13,5%) становника више него 2000. године.
| Група             | 2000.         | 2010.         |
| Белци             | 7.506 (52,0%) | 8.776 (53,6%) |
| Афроамериканци    | 3.154 (21,9%) | 2.501 (15,3%) |
| Азијати           | 559 (3,9%)    | 517 (3,2%)    |
| Хиспаноамериканци | 2.337 (16,2%) | 2.835 (17,3%) |
| Укупно            | 14.428        | 16.370        |